# The Trigger Effect
The Trigger Effect (titulada en España El efecto dominó) es una película estadounidense de 1996 del género thriller escrita y dirigida por David Koepp y protagonizada por Kyle MacLachlan, Elisabeth Shue y Dermot Mulroney. 
El filme explora la idea de como un sencillo suceso puede provocar una cadena de fatales acontecimientos, deduciendo de ello que la sociedad moderna no puede vivir pacíficamente sin tecnología. La mayoría de la película estuvo rodada en Los Ángeles. La película fue un fracaso de taquilla. Los críticos valoraron su atmósfera surrealista y el trabajo de los actores, pero criticaron su final tan previsible.

## Argumento
Annie y Matthew, una pareja joven, ven que su hija tiene fiebre. Matthew llama al doctor, quién promete mandar la receta a la farmacia el día siguiente. Por la noche, el barrio despierta debido a un apagón masivo. Cuándo Matthew visita la farmacia al día siguiente, es incapaz de conseguir la medicina requerida debido al apagón. Matthew roba la medicina cuándo el farmacéutico no está mirando. Debido a la inseguridad Matthew y su amigo Joe compran una escopeta.
Cuándo un intruso entra en la casa la noche siguiente, Matthew y Joe le persiguen y otro vecino dispara al intruso. Cuando el apagón continúa el caos crece. Como resultado el trío decide huir casa de los padres de Annie. Por el camino se encuentran con un hombre, Gary, que tiene una pistola. Joe se asusta y le amenaza con su escopeta pero Gary le dispara y le hiere gravemente.
Matthew camina hasta una granja para pedir ayuda. El ocupante, Raymond, se niega a ayudarle. Matthew recoge la escopeta y regresa a la granja para robar el coche. Se produce una violenta situación, pero cuando Matthew ve que Raymond tiene una hija pequeña deja la escopeta y consiguen entenderse de manera civilizada. Joe es llevado en ambulancia. Cuando vuelve la electricidad Annie, Matthew y sus vecinos vuelven a su vida normal, pero ya nada volverá ser lo mismo.

## Reparto
- Kyle MacLachlan es Matthew
- Elisabeth Shue es Annie
- Dermot Mulroney es Joe
- Richard T. Jones es Raymond
- Bill Smitrovich es Steph
- Philip Bruns es Mr. Schaefer
- Michael Rooker es Gary
- Jack Noseworthy es Prowler
- Richard Schiff es dependiente

## Producción
El Efecto Dominó estuvo escrita y dirigida por David Koepp, quién anteriormente trabajó como guionista con Brian De Palma en Misión: Imposible y Carlito's Way, y con Steven Spielberg en Jurassic Park. Le llevó 12 borradores afinar el guion. La película estuvo producida por Amblin por 8 millones de dólares, un coste alto para una película independiente y bajo para una película de estudio, por ese motivo, según Koepp, conseguir financiación fue complicado.
La fotografía principal tuvo lugar de julio a septiembre de 1995. La mayoría de la película estuvo rodada en Los Ángeles, California. La planta nuclear que puede ser vista en el camino de los protagonistas al fin de la película es la Rancho Seco Central Nuclear. Cuando su directorial debut, El Efecto Dominó fue el debut como director de Koepp. El actor Kyle MacLachlan quiso interpretar a Joe. No obstante, le gustó el guion desde el principio y al final hizo al protagonista principal.

## Temas
El Efecto Dominó invoca la idea de que un acontecimiento sencillo puede provocar el caos en la sociedad. La película abre con una escena donde dos coyotes siguen sus instintos animales y comen carne fresca. MacLachlan Dijo que la película muestra "lo deprisa que la humanidad caería hasta casi una existencia tribal" sin su tecnología. 

## Estreno y formatos
El Efecto Dominó se estrenó en el Festival de cine Internacional de Seattle el 16 de mayo de 1996. El 30 de agosto de ese mismo año se estrenó en los cines con una pobre recaudación, luego fue estrenada en VHS en enero de 1997 y en DVD en julio de 1999.

### Recepción crítica
El Efecto Dominó recibió revisiones mixtas: Lisa Schwarzbaum describió el film como un thriller eficaz, mientras Marc Savlov destacó la habilidad de Koepp para aumentar la tensión en la trama. El reparto fue alabado, particularmente Shue.
El final fue criticado por ser seguro y previsible, especialmente comparado con el resto de la trama. David Denby alabó la primera mitad de la película, declarando que Koepp tomaba el estilo de Hitchcock, donde la tensión está construida a base de silencios y escenas domésticas rutinarias.
Algunos periodistas criticaron la película por lo endeble de su guion. Von Busack explicó que el personaje de Annie no está plenamente desarrollado y la relación de Matthew con Joe no queda muy clara. Richard Harrington, escribiendo para El Correo de Washington, criticó el hecho de que la película no explica qué causa el apagón y que los personajes no se lo plantean nunca. Janet Maslin de The New York Times declaró que el estilo de la película es extraño y potente.